# Strada Trans-Amazzonica
La strada Trans-Amazzonica (la cui sigla ufficiale è BR-230, Rodovia Transamazônica) è una strada che attraversa da est a ovest il Brasile settentrionale. La sua costruzione è iniziata nel 1970 ed è stata aperta al traffico il 27 settembre 1972. È lunga 4.000 km, diventando così la terza autostrada più lunga del Brasile. Partendo da João Pessoa, città situata presso il punto più orientale del Brasile sull'Oceano Atlantico, attraversa gli stati brasiliani di Paraíba, Ceará (città di Saboeiro), Piaui, Maranhão, Tocantins, Pará e Amazonas, fino alla città di Lábrea.

## Storia

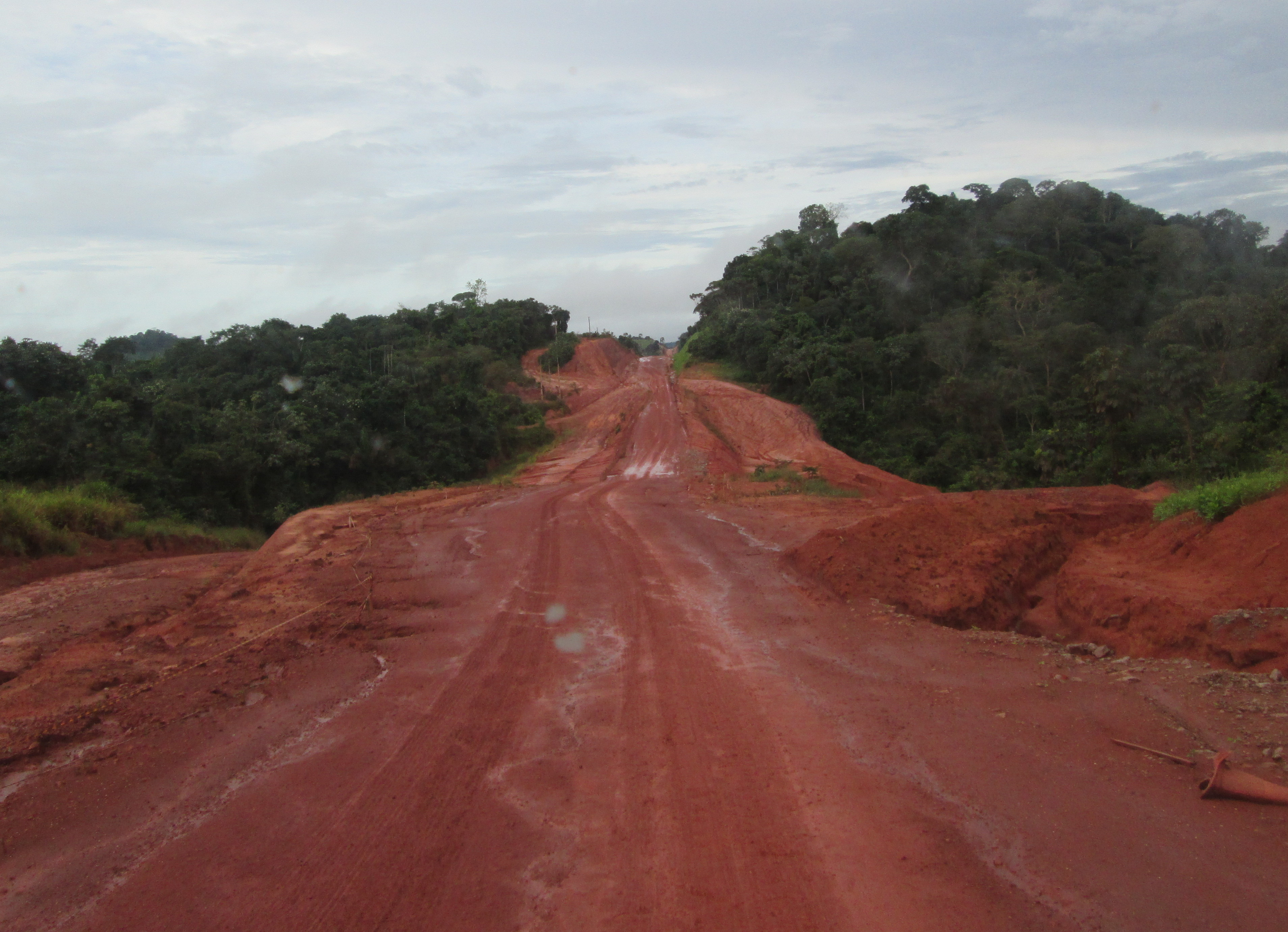
Tratto non pavimentato, tra Rurópolis and Uruará.

La strada aveva lo scopo di integrare le regioni attraversate con il resto del paese e con Colombia, Perù ed Ecuador. Un altro obiettivo del progetto era quello di alleviare gli effetti della siccità che ha colpito la regione nord-orientale del paese, fornendo un percorso terrestre nella parte centrale e desertica della foresta pluviale. Originariamente era stata progettata per essere un'autostrada completamente asfaltata lunga 5200 chilometri. Tuttavia, alcuni di questi piani sono stati modificati dopo la sua inaugurazione.
In particolare, a causa degli alti costi di costruzione e della crisi finanziaria del Brasile alla fine degli anni '70, solo una parte iniziale dell'autostrada venne asfaltata, fino a 200 km da Marabá. La mancanza di pavimentazione ha causato molti problemi poiché viaggiare sui tratti non asfaltati è estremamente difficile durante la stagione delle piogge (tra ottobre e marzo), mentre nella stagione secca ci sono spesso buche nelle strade di fango secco che danneggiano i veicoli.
La costruzione dell'autostrada è stata molto impegnativa a causa delle zone disabitate attraversate. I lavoratori che costruivano la strada erano spesso isolati e senza comunicazioni, se non occasionalmente con le città vicine. Per raggiungere i cantieri sono stati per lo più utilizzati piccoli aerei che utilizzavano piste di atterraggio temporanee e barche.
È prevista l'asfaltatura di altri 800 km circa e il miglioramento dei collegamenti nella regione centrale dello stato del Pará. D'altra parte in alcune zone a ovest di Itaituba a volte la carreggiata si restringe a circa 2 metri di larghezza.

## Caratteristiche

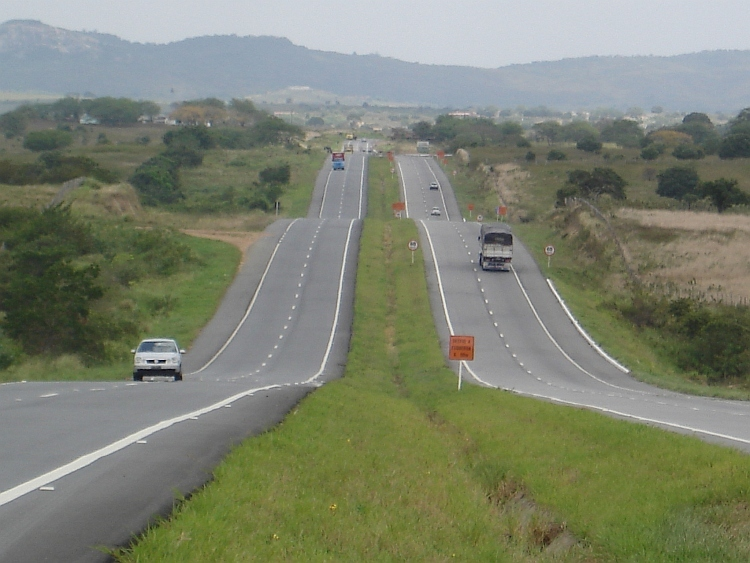
Strada Trans-Amazzonica, sezione duplicata tra Campina Grande i Cabedelo

La BR-230 o Transamazônica è un'autostrada trasversale, considerata la terza autostrada più lunga del Brasile, con 4260 km di lunghezza, che collega la città portuale di Cabedelo in Paraíba con il comune di Lábrea, in Amazonas, tagliando alcune delle principali città dal Brasile. Serve anche da collegamento con le aree portuali nello stato del Pará, come il porto di Santarém; Marabá, Altamira e Itaituba. Si collega anche con i porti della costa nord-orientale. In Paraíba rappresenta l'asse principale di movimento di persone e merci tra i suoi comuni, avendo come riferimento il porto di Cabedelo e le città di João Pessoa, Campina Grande, Patos, Pombal, Sousa e Cajazeiras, i più grandi centri economici dello stato. Attraversa il suolo di Paraíba per 521 km, con buone condizioni di traffico fino al confine con lo stato del Ceará.
La sezione lunga 147,6 km tra Cabedelo, dove si trova la sua pietra miliare 0, e Campina Grande, passando per Grande João Pessoa e altri comuni, è stata raddoppiata sotto il governo FHC. È prevista un'ulteriore duplicazione tra i comuni di Campina Grande e Cajazeiras.